# Cersosimo
Cersosimo est une commune italienne de la province de Potenza dans la région de Basilicate, au sud de l'Italie. Située dans un paysage montagneux, la commune fait partie intégrante du Parc national du Pollino.

## Géographie
Cersosimo se trouve à environ 130 km au sud-est de Potenza, dans la vallée du Sinni, à proximité de la frontière avec la Calabre. Le territoire communal s'étend sur 24 km2 et se caractérise par un relief escarpé et une végétation méditerranéenne.

## Histoire
Le village est mentionné dès l’époque médiévale. Son nom viendrait du latin Cersusimus ou d’une racine grecque en lien avec l’implantation byzantine en Basilicate.
Au cours des siècles, la commune a subi de nombreux séismes, dont celui de 1857, qui a fortement endommagé les structures. Cersosimo conserve encore des traces de l’habitat rural traditionnel lucanien.

## Économie
L’économie locale repose principalement sur :
- l’agriculture (culture d’oliviers, vignes, céréales) ;
- l’élevage (ovins et caprins) ;
- l’artisanat local et les produits typiques comme l’huile d’olive vierge extra ou le fromage pecorino[3].

## Culture et traditions
La fête patronale en l'honneur de **Saint Roch (San Rocco)** se déroule chaque année le **16 août** et donne lieu à des processions, feux d’artifice et danses traditionnelles. Cersosimo préserve également un dialecte propre d'origine arberèche, bien qu’il soit de moins en moins pratiqué.

## Monuments et patrimoine
- L’église paroissiale San Rocco (XVIIIe siècle)
- Les ruines du couvent San Francesco della Scarpa
- La grotte rupestre de la Madonna di Costantinopoli
- Le musée archéologique local, qui conserve des objets préromains issus de fouilles dans la zone

## Administration

### Maires successifs
| Période                                  | Période  | Identité    | Étiquette | Qualité |
| ---------------------------------------- | -------- | ----------- | --------- | ------- |
| 14 juin 2004                             | En cours | Mario Trupo |           |         |
| Les données manquantes sont à compléter. |          |             |           |         |

### Hameaux
Cersosimo ne possède pas de hameaux officiellement recensés.

### Communes limitrophes
Alessandria del Carretto (CS), Castroregio (CS), Noepoli, Oriolo (CS), San Giorgio Lucano, San Paolo Albanese